# Nova Laser
Nova fu un complesso sistema laser ad alta potenza costruito al laboratorio Lawrence Livermore National Laboratory nel 1984 al fine di condurre esperimenti sulla fusione a confinamento inerziale (ICF). Il NOVA fu smantellato nel 1999.
Nova fu il primo esperimento ICF costruito con l'intenzione di raggiungere l'ignizione, una reazione a catena di fusione nucleare che rilasciasse una grande quantità di energia.
Anche se Nova fallì in quest'obiettivo, i dati sperimentali ottenuti delinearono in modo sufficientemente chiaro che una delle maggiori difficoltà incontrate nell'ottenere l'ignizione del combustibile nucleare risiedeva in instabilità magnetoidrodinamiche del plasma, cioè della materia confinata e portata ad alta energia dai fasci del NOVA.
L'esperienza ottenuta dai quindici anni di funzionamento e studi effettuati grazie al NOVA condusse alla progettazione di un National Ignition Facility (NIF), un'altra tipologia di laser tesa a raggiungere ICF.

## Record
- Nel 1996 raggiunse una potenza di 1,25 petawatt, aggiudicandosi la palma di raggio laser più potente del mondo fino ad oggi.[1]